# 六带海猪鱼
六带海猪鱼（学名：Halichoeres ornatissimus），又名飾妝海豬魚、柳冷仔、飾妝儒艮鯛，为輻鰭魚綱鱸形目隆頭魚亞目隆頭魚科海豬魚屬下的一个种，分布於東印度太平洋區，從可可群島、聖誕島至馬克薩斯群島，北起日本南部，南迄澳洲大堡礁，棲息深度4-15公尺，體長可達18公分，棲息在珊瑚生長茂盛的潟湖、臨海礁石，以甲殼類、軟體動物為食，可作為觀賞魚。该物种的模式产地在夏威夷。